# Sadie Frost

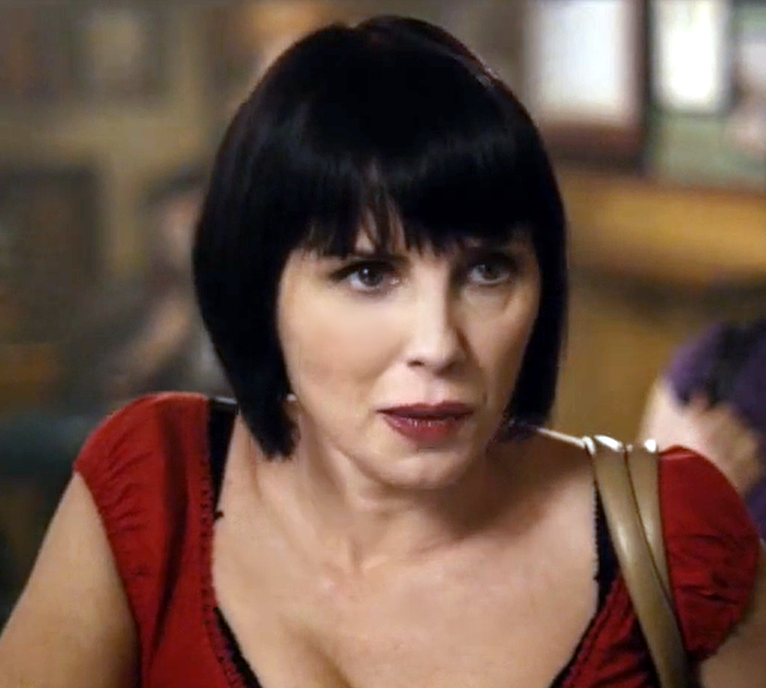
Sadie Frost, 2015

Sadie Frost (* 19. Juni 1965 in London als Sadie Liza Vaughn) ist eine britische Schauspielerin und Filmproduzentin.

## Leben und Karriere
Das Gerücht, dass Frosts Eltern (David Vaughn und Mary Davidson) bei der Wahl ihres Vornamens durch den Beatles-Song Sexy Sadie inspiriert wurden, ist unzutreffend, da dieser erst im August 1968 aufgenommen wurde. Ihre Schwester Holly Davidson ist ebenfalls Schauspielerin.
Nachdem Frost zunächst am Royal Exchange Theatre in Manchester Theater gespielt hatte und im Musikvideo zu Gold der Band ihres späteren Mannes Gary Kemp, Spandau Ballet, aufgetreten war, wechselte sie ins Filmgeschäft und wurde 1992 durch ihre Rolle als Lucy Westenra in dem Film Dracula unter der Regie von Francis Ford Coppola bekannt. 1994 spielte sie in Shopping neben Jason Isaacs, Jude Law und Marianne Faithfull. 1999 wirkte sie in The Lake of Darkness, einem Fernsehfilm mit Jerome Flynn und Gillian Barge, mit.
1999 gründete Frost zusammen mit Schauspielkollegen die Filmfirma Natural Nylon, die 2004 den Film Sky Captain and the World of Tomorrow produzierte.
Außerdem ist Frost seit 1999 in der Modebranche tätig. Zusammen mit Jemima French betreibt sie die Firma FrostFrench, die unter anderem parfümierte Unterwäsche herstellt.
Frost war von 1988 bis 1995 mit dem Musiker Gary Kemp sowie von 1997 bis 2003 mit dem Schauspielkollegen Jude Law verheiratet. Sie ist Mutter von vier Kindern (* 1990, * 1996, * 2000 und * 2002).

## Filmografie (Auswahl)
- 1992: Bram Stoker’s Dracula (Dracula)
- 1993: Und ewig schleichen die Erben (Splitting Heirs)
- 1994: Shopping
- 1997: Bent
- 1998: Final Cut – Die letzte Abrechnung (Final Cut)
- 1999: The Lake of Darkness (Fernsehfilm)
- 2001: Uprising – Der Aufstand (Uprising, Fernsehfilm)
- 2007: Shoot on Sight
- 2010: The Heavy
- 2012: The Actress (Kurzfilm)
- 2013: Wizard’s Way
- 2013: Dotty (Kurzfilm)
- 2014: Gefesselt – Liebe. Ehre. Gehorsam. (Deadly Virtues: Love.Honour.Obey.)
- 2015: Set the Thames on Fire
- 2015: Molly Moon (Molly Moon and the Incredible Book of Hypnotism)
- 2018: Lucid
- 2019: Killers Anonymous – Traue niemandem (Killers Anonymous)
- 2019: Nocturnal
- 2020: Nur ein einziges Leben (Waiting for Anya)
- 2021: A Bird Flew In
- 2023: Rise of the Footsoldier – Vengeance
- 2024: Geek Girl (Fernsehserie, Folge 1x08)
- 2024: A Gangster's Kiss